# Kalinik (egzarcha)
Kalinik – egzarcha Rawenny w latach 598–603.
Pierwsze lata jego rządów to okres rozejmu pomiędzy Bizancjum a Longobardami. Jednakże około 601 egzarcha skorzystał z buntu przez książąt longobardzkich i złamał rozejm. W odpowiedzi król Longobardów Agilulf najechał ziemie egzarchatu, niszcząc Padwę i następnie pokonał Kalinika pod murami Rawenny. Wkrótce egzarcha został odsunięty od władzy i zastąpiony przez Smaragdusa. 